# 연성수
연성수 이복령(蓮城守 李福齡, 1578년 ~ 1613년)은 조선중기의 왕족으로 덕흥대원군의 손자이자 선조의 백형(伯兄) 하원군 이정(河原君 李鋥)의 6남이다.

## 생애
조선중기의 왕족으로 본관은 전주, 휘는 복령(福齡), 자는 영처(永處)이다. 덕흥대원군의 손자이며, 아버지는 선조의 백형(伯兄) 하원군 이정(河原君 李鋥)이며, 어머니는 안산 안씨(安山 安氏)이다. 부인은 안동인(安東人) 권응성(權應星)의 딸로 신인 안동권씨(愼人 安東權氏)이다.
하원군 6남으로 무인(戊寅) 1578년(선조 11) 8월 12일 한성 서부 인달방 도정궁(都正宮)에서 탄생하였다. 연성수(蓮城守)에 봉작받고 창선대부(彰善大夫)에 제수되었다.
1592년 임진왜란(壬辰倭亂)이 일어나자 오기도(烏起島)에 피난을 갔다. 계축(癸丑) 1613년(광해 5) 8월 25일 향년 36세로 별세하였다. 묘소는 경기도 시흥시 군자면 정왕리 간좌였으나 안산시 도시계획으로 충남 공주시 유구면 동해리 산록에 이장하였다.

## 가족 관계
- 아버지 : 하원군 이정(河原君 李鋥, 1545년 - 1597년)
- 적모 : 남양군부인 홍씨(南陽郡夫人 洪氏, 1544년 - 1569년), 남양인(南陽人) 영의정 강녕군 홍섬(江寧君 洪暹, 1504년 - 1585년)의 딸.
  - 이복형 : 당은군 이인령(唐恩君 李引齡, 1562년 - 1615년)
  - 이복형 : 익성군 이향령(益城君 李享齡, 1566년 - 1614년)
  - 이복형 : 영제군 이석령(寧堤君 李錫齡, 1568년 - 1623년), 숙부 하릉군(河陵君)에게 출계.
  - 이복누나 : 이희령(李稀齡, 1563년 - ?년), 행주인(幸州人) 기자헌(奇自獻, 1562년 - 1624년)에게 출가.
- 적모 : 신안군부인 이씨(新安郡夫人 李氏, 1556년 - 1616년), 성주인(星州人) 선전관 증 이조판서 이의로(李義老)의 딸.
- 첩모 1 : 풍천임씨(豊川任氏), 군자감 첨정(軍資監 僉正) 풍천인(豊川人) 임중신(任重臣, 1517년 - 1580년)의 딸.
  - 이복형 : 성해부정 이종령(成海副正 李宗齡, 1573년 - ?년)
  - 이복누나 : 이계령(李繼齡, 1572년 - ?년), 풍산인(豊山人) 김극가(金克家)에게 출가.
- 첩모 2 : 장월당(長月堂) 수원 백씨(水原 白氏), 수원인(水原人) 생원 백관(白琯)의 딸.
  - 이복형 : 장림도정 이덕령(長臨都正 李德齡, 1575년 - 1638년)
  - 이복누나 : 이경령(李慶齡, 1571년 - ?년), 진주인(晉州人) 강극유(姜克裕)에게 출가.
  - 이복누나 : 이숙령(李淑齡, 1572년 - ?년), 함창인(咸昌人) 김정립(金廷立)에게 출가.
  - 이복누나 : 이영령(李永齡, 1574년 - ?년), 백천인(白川人) 유철(兪轍)에게 출가.
- 첩모 3 : 진산 이씨(珍山 李氏), 진산인(珍山人) 참판 이영의 딸.
  - 이복동생 : 진산군 이유령(珍山君 李有齡, 1584년 - 1643년)
  - 이복동생 : 진성군 이해령(珍城君 李海齡, 1595년 - 1655년)
  - 이복동생 : 진양군 이담령(珍陽君 李聃齡, 1598년 - 1662년)
  - 이복여동생 : 이옥령(李玉齡, 1583년 - ?년), 의령인(宜寧人) 남영립(南英立)에게 출가.
- 생모(첩모) : 안산 안씨(安山 安氏), 안산인(安山人).

- 정실 : 신인 안동권씨(愼人 安東權氏, 1575년 - 1657년), 안동인(安東人) 권응성(權應星)의 딸.
  - 장남 : 영가군 이효길(永嘉君 李孝吉, 1599년 - 1637년)
  - 7남 : 영원수 이원길(永原守 李元吉, 1610년 - 1665년)
  - 장녀 : 이원예(李元禮, 1613년 - ?년), 안동인(安東人) 김방언(金邦彦)에게 출가.
- 첩실 : 양녀(良女) 수연대(守蓮代)
  - 3남 : 계양령 이예길(桂陽令 李禮吉, 1601년 - ?년)
  - 2남 : 수양령 이충길(樹陽令 李忠吉, 1599년 - 1650년)
- 첩실 : 광주 이씨(廣州 李氏), 이건(李建)의 딸.
  - 4남 : 광평부령 이지길(廣平副令 李智吉, ?년 - ?년)
  - 5남 : 광성군 이제길(廣城君 李悌吉, 1604년 - 1637년)
  - 6남 : 광천부령 이신길(廣川副令 李信吉, 1606년 - ?년)
- 첩실 : 연생(蓮生)
  - 8남 : 안산부령 이득길(安山副令 李得吉, 1612년(1609년) - ?년)